# Uloborus albescens
Uloborus albescens är en spindelart som beskrevs av O. Pickard-Cambridge 1885. Uloborus albescens ingår i släktet Uloborus och familjen krusnätsspindlar. Inga underarter finns listade i Catalogue of Life.